# Iglesia de la Virgen del Carmen (Chitita)
La Iglesia de la Virgen del Carmen es un templo católico ubicado en la localidad de Chitita, comuna de Camarones, Región de Arica y Parinacota, Chile. Construida en 1910, fue declarada Monumento Nacional de Chile, en la categoría de Monumento Histórico, mediante el Decreto n.º 331, del 10 de agosto de 2015.

## Historia
La primera mención de un templo en Chitita se remonta a 1907, en libros parroquiales del Obispado de Arica. En ellas se da cuenta de la necesidad de reconstrucción de la capilla debido a que se encontraba en mal estado.
El nuevo templo se inauguró en el año 1910, y fue restaurado en el año 2017, luego de los daños que sufrió con el terremoto de 2005.